# Рябцев Сергій Віталійович
Рябцев Сергій Віталійович (13 вересня 1957, Торез) — український шахтар, підприємець, політик.

## Біографія
Народився 13 вересня 1957 року у місті Торез Донецької області. Освіту здобув у Комунарському гірничо-металургійному інституті (1981) за спеціальністю електрифікація і автоматизація гірничих робіт, гірничий інженер-електрик.
В період з 11.1981 — 03.1986 — старший механік, гірничий майстер шахтоуправління «Фомінське»ВО «Шахтарськантрацит», Донецька область; 04.1986 — 12.1988 — старший механік, начальник дільниці шахти «Шахтарська-глибока» ВО «Шахтарськантрацит»; 12.1988 — 02.1990 — старший механік шахти «Комсомолець Донбасу» ВО «Шахтарськвугілля»; 03.1990 — 01.1991 — механік шахти «Шахтарська-Глибока» ВО «Шахтарськантрацит». З січня 1991 по січень 1992 року — заступник головного механіка ВО «Шахтарськвугілля».
На початку 1992 року призначений директором малого державного підприємства «Стаціонар» ВО «Шахтарськвугілля», виконував обов'язки до жовтня 1994 року. В період 10.1994 — 09.1998 -
директор Шахтарського ремонтно-механічного заводу ВО «Шахтарськвугілля»; 09.1998 — 10.2002
директор ВАТ «Дружківський машинобудівний завод»; 10.2002 — 06.2005	— головний спеціаліст експертно-консультаційної ради, перший помічник президента, віце-президент із соціальних та загальних питань ДП "Національна атомна енергогенеруюча компанія «Енергоатом».
З червня 2005 по серпень 2007 року — генеральний директор відокремленого підрозділу «Атоменергомаш» державного підприємства "Національна атомна енергогенеруюча компанія «Енергоатом»; 12.2007 — 07.2009	— директор ДП «Дирекція підприємства, що будується на базі Новокостянтинівського родовища уранових руд», 07.2009 — 05.2010
радник президента ДП "Національна атомна енергогенеруюча компанія «Енергоатом».
З травня 2010 року донині — перший заступник голови Черкаської обласної державної адміністрації.